# Intravaskulär
Der Begriff intravaskulär oder auch intravasal (von lat. intra „hinein“, „innen“, „innerhalb“ und vas „Gefäß“) bedeutet zum einen „in einem Blutgefäß oder Lymphgefäß befindlich“ (z. B. ein Blutgerinnsel in der Ader), zum anderen die Verabreichung von Substanzen (Medikamenten, Diagnostika o. Ä.) in ein Blut- oder Lymphgefäß.
Die intravaskuläre Applikation kann bewusst i. S. einer Injektion oder Infusion erfolgen oder ungewollt (versehentliche intravaskuläre Injektion beim Versuch einer z. B. intramuskulären Injektion).
Genauere Spezifikationen von intravaskulär sind die Begriffe intravenös (in der/die Vene), intraarteriell (in der/die Arterie) oder intralymphatisch (in der/die Lymphbahn; z. B. Applikation eines Röntgenkontrastmittels direkt in eine Lymphbahn zwecks aszendierender Lymphographie).
Der gegenteilige Begriff ist extravaskulär oder extravasal (extra: lat. „außerhalb“, „über etwas hinaus“), also nicht „in einem Blutgefäß oder Lymphgefäß befindlich“ (z. B. ein Blutgerinnsel im Urin). Eine extravaskuläre Applikation von Substanzen erfolgt z. B. als intramuskuläre Injektion, subkutane Injektion, perorale Medikation oder per Suppositorium.